# Сублатив
Сублати́в (от лат. sublatus «возноситься») — верхнеприблизительный падеж. В финно-угорских языках категориальная форма падежа со значением движения от чего-либо по направлению вверх, из-под чего-либо. Используется в основном в финском, венгерском и цезском языках.
В венгерском языке сублатив может выражать следующие значения: направление действия или объекта на поверхность чего-либо (совпадает со значением русского предлога на при вопросе куда?); лативное значение, указывающее направление без отношения к поверхности чего-либо; временное значение с оттенками «к какому времени (сроку)?» и «на какой срок?»; выражение цели; обозначение образа действия («выпить одним глотком»), используется редко; обозначение меры и степени; в контексте управления глаголами и именами сублативом.